# Drymonia rubra
Drymonia rubra är en tvåhjärtbladig växtart som beskrevs av Conrad Vernon Morton. Drymonia rubra ingår i släktet Drymonia och familjen Gesneriaceae. Inga underarter finns listade i Catalogue of Life.